# 모델로궁 (트리에스테)

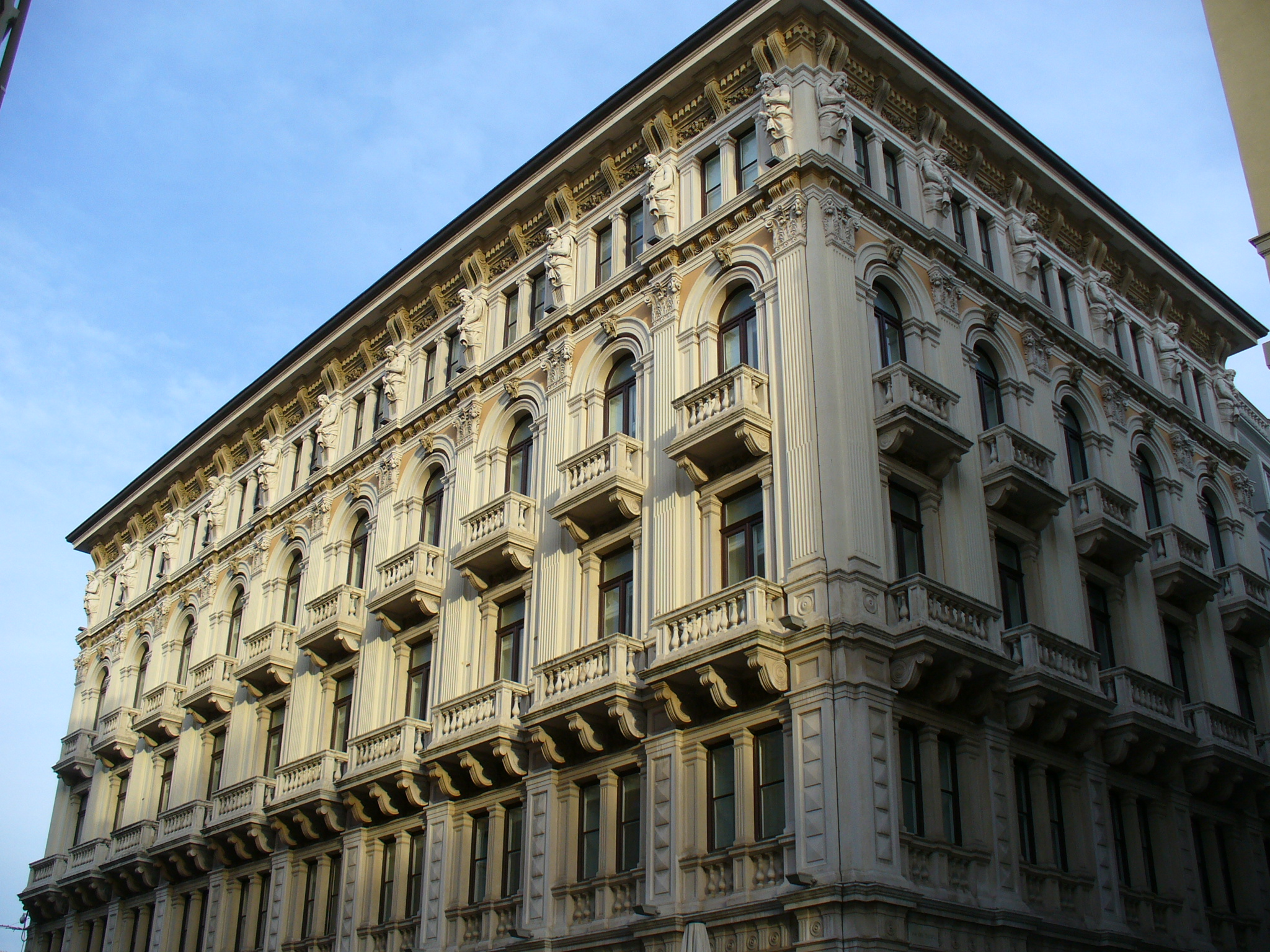
모델로궁

모델로궁(이탈리아어: Palazzo Modello)은 이탈리아 프리울리베네치아줄리아주 트리에스테 우니타디탈리아 광장에 있는 궁전이다.

## 역사
이 건물은 광장에 영향을 미치는 도시 재개발 공사가 진행 중이던 1871년과 1872년 사이에 세워졌다. 이 건물은 한때 성 베드로에게 바쳐진 중세 후기 예배당이 있던 자리에 세워졌는데, 이 예배당은 광장의 옛 이름이기도 하며, 17세기에 성 로크에게 바쳐진 교회이기도 하다.
1870년에 두 종교 건물이 철거된 후, 이 지역을 소유한 트리에스테 시의회는 건축가 주세페 브루니에게 이듬해 광장 주변에 건설될 다른 건물의 모델이 될 건물을 설계하도록 의뢰했다. 외관의 절충주의적 스타일은 실제로 주세페 브루니가 1873년과 1875년 사이에 직접 설계한 트리에스테 시청사에서 모두 반영되었다.